# Norman May
Norman Elmer May (ur. 19 maja 1917 w Toronto, zm. 28 czerwca 1973 tamże) – kanadyjski zapaśnik walczący w stylu wolnym. Olimpijczyk z Londynu 1948, gdzie zajął dwunaste miejsce w wadze koguciej.

## Letnie Igrzyska Olimpijskie 1948
| Konkurencja      | Rundy eliminacyjne | Rundy eliminacyjne   | Klas. końcowa |
| Konkurencja      | Przeciwnik I       | Przeciwnik II        | Miejsce       |
| ---------------- | ------------------ | -------------------- | ------------- |
| 57 kg styl wolny | Nasuh Akar (TUR) P | Lajos Bencze (HUN) P | 12.           |